# Станко Църноевич
Станко Църноевич (на сръбски: Станко Црнојевић или Станиша Црнојевић) (1457 – 1530) е третият син на войводата Иван Църноевич, господар на Черна гора, и съпругата му Войсава Арианити, дъщеря на Георги Арианит.
На четиринадесет години Станко е изпратен от баща си в Цариград в знак на верноподанически чувства към султана. Там Станко приема исляма и името Скендер бег. Той е първият санджакбей на Черногорския саджак от 1513 до 1530 г. По време на управлението си Скендербег е недолюбван от черногорци, защото увеличава данъците и злоупотребява с властта си. През 1513 г. те вдигат бунт против него, който е потушен от османската войска, а Скендербег остава на власт до смъртта си през 1530 г.
Според народното предание Станко пребивава известно време в село Бушат, което поради това носело името Бушатлия Станко. Неговите наследници се наричат Бушатли – напр. шкодренският везир Махмуд паша Бушатлия (? – 1785), който във войната си с черногорския владетел Петър I Петрович твърди, че е директен потомък на Станко Бушатли и следователно Черна гора и нейната престолнина Цетине му се полагат в наследство. Неговият праправнук Махмуд Бушатлия през 2014 г. приема християнството и името Станко.